# Mehran Karimi Nasseri
Mehran Karimi Nasseri (în persană مهران کریمی ناصری, pronunțat [mehˈrɒn kæriˈmi nɒseˈri]; n. 1945, Masjed Soleyman, Imperiul Iranian (Pahlavi) – d. 12 noiembrie 2022, Aeroportul Internațional Charles de Gaulle, communauté d'agglomération Roissy Pays de France⁠(d), Franța), cunoscut și sub numele de Sir Alfred Mehran, a fost un refugiat iranian care a locuit în zona de plecări a Terminalului 1 din Aeroportul Charles de Gaulle din 26 august 1988 până în iulie 2006. Autobiografia sa a fost publicată sub forma unei cărți, The Terminal Man, în 2004. Povestea lui Nasseri a inspirat filmul francez Lost in Transit (1993) și filmul american Terminalul (2004). El s-a întors să locuiască în aeroport în septembrie 2022 și a murit acolo, în urma unui atac de cord, în noiembrie 2022.

## Biografie
Nasseri s-a născut în apropierea companiei Anglo-Persian Oil Company din Masjed Soleiman, Iran. Tatăl său, Abdelkarim, era un medic iranian care lucra pentru companie, ceea ce i-a permis lui Nasseri să aibă o copilărie relativ lipsită de griji. Nasseri a susținut că este rezultatul unei relații nelegitime și că mama sa era o asistentă medicală din Scoția care lucra în același loc, dar a mai afirmat și că ar fi avut o mamă suedeză. Totuși, aceste afirmații nu au fost niciodată confirmate, iar cel mai probabil mama lui Nasseri a fost o gospodină iraniană. La vârsta de 28 de ani, el a ajuns în Regatul Unit în septembrie 1973 pentru a urma un curs de trei ani în studii iugoslave la Universitatea din Bradford.
Nasseri a susținut că a fost expulzat din Iran în 1977 pentru proteste împotriva șahului și că, după o lungă luptă, care a implicat cereri de azil în mai multe țări, a obținut statutul de refugiat din partea Înaltului Comisariat al Națiunilor Unite pentru Refugiați în Belgia. Acest statut i-ar fi permis, teoretic, să locuiască în multe alte țări europene. Totuși, această afirmație a fost contestată, iar investigațiile au arătat că Nasseri nu a fost niciodată expulzat din Iran.
A putut călători între Regatul Unit și Franța, însă în 1988 și-a pierdut actele când, potrivit afirmațiilor sale, i-a fost furată servieta. Alte surse susțin că, de fapt, Nasseri și-ar fi trimis documentele prin poștă la Bruxelles în timp ce se afla pe un feribot către Marea Britanie, mințind apoi că i-au fost furate. La sosirea în Londra, a fost trimis înapoi în Franța deoarece nu a putut prezenta un pașaport ofițerilor britanici de imigrare. Pe aeroportul din Franța, neputând să-și dovedească identitatea sau statutul de refugiat, a fost reținut în zona de așteptare destinată călătorilor fără acte.
Cazul lui Nasseri a fost preluat ulterior de avocatul francez specializat în drepturile omului, Christian Bourget. S-au făcut încercări de a obține noi documente din Belgia, însă autoritățile de acolo au acceptat să le elibereze doar dacă Nasseri se prezenta personal. În 1995, autoritățile belgiene i-au acordat permisiunea de a călători în Belgia, dar numai cu condiția să accepte să locuiască acolo sub supravegherea unui asistent social. Nasseri a refuzat, motivând că dorește să intre în Regatul Unit, așa cum intenționase inițial.
Atât Franța, cât și Belgia i-au oferit lui Nasseri rezidență, însă acesta a refuzat să semneze actele, deoarece îl identificau ca fiind iranian (și nu britanic) și nu conțineau numele său preferat, „Sir, Alfred Mehran” (inclusiv virgula pusă greșit). Refuzul de a semna documentele a fost o mare sursă de frustrare pentru avocatul său, Bourget. Când a fost contactată în legătură cu situația lui Nasseri, familia sa a declarat că ei credeau că el trăia viața pe care și-o dorea.
În ceea ce privește activitățile zilnice ale lui Nasseri în timpul lungii sale șederi în Terminalul 1 al Aeroportului Charles de Gaulle, acesta putea fi găsit, zi și noapte, în apropierea barului Paris Bye Bye, unde scria în jurnalul său, asculta radio, fuma din pipa sa aurie sau lua masa la McDonald's. Mesele îi erau cumpărate de străini, iar uneori stătea pe o bancă roșie de la primul nivel al terminalului, într-o stare de reflecție profundă. În alte relatări, se spune că avea mereu bagajele lângă el, în timp ce scria în jurnal sau studia economie.
În 2003, compania de producție DreamWorks a lui Steven Spielberg i-a plătit lui Nasseri o sumă estimată la 275.000 de dolari americani pentru drepturile asupra poveștii sale, însă în cele din urmă aceasta nu a fost folosită în filmul Terminalul.
Șederea de 18 ani a lui Nasseri în aeroport s-a încheiat în iulie 2006, când a fost internat în spital, iar locul său de stat a fost demontat. Spre sfârșitul lunii ianuarie 2007, a fost externat și a fost îngrijit de filiala Crucii Roșii Franceze din aeroport; pentru câteva săptămâni a fost cazat într-un hotel din apropierea aeroportului. Pe 6 martie 2007, a fost transferat într-un centru de primire al organizației caritabile Emmaus din arondismentul 20 al Parisului. Începând cu 2008, a locuit într-un adăpost din Paris, deși, după moartea lui Nasseri în 2022, agenția Associated Press a relatat că acesta se întorsese recent să locuiască din nou în aeroport.
Nasseri a murit în urma unui atac de cord pe 12 noiembrie 2022, pe Aeroportul Charles de Gaulle. Un purtător de cuvânt al aeroportului a declarat că Nasseri era fără adăpost și se întorsese să locuiască într-o zonă publică a aeroportului în septembrie 2022.

## Autobiografia
În 2004, autobiografia lui Nasseri, The Terminal Man, a fost publicată. Cartea a fost scrisă împreună cu autorul britanic Andrew Donkin și a fost descrisă în The Sunday Times drept „profund tulburătoare și genială”.

## Filme documentare și adaptări ficționale
Povestea lui Nasseri a oferit inspirația pentru filmul francez din 1993 Lost in Transit, cu Jean Rochefort în rol principal. Nuvela „The Fifteen-Year Layover”, scrisă de Michael Paterniti și publicată în GQ și The Best American Non-Required Reading, relatează viața lui Nasseri. Alexis Kouros a realizat un documentar despre el, intitulat Waiting for Godot at De Gaulle (2000).